# Desmodium griffithianum
Desmodium griffithianum är en ärtväxtart som beskrevs av George Bentham. Desmodium griffithianum ingår i släktet Desmodium och familjen ärtväxter. Inga underarter finns listade i Catalogue of Life.